# Don Quijote
Don Quijote Co., Ltd. (яп. Kabushiki gaisha Don Kihōte), також відомий як Don Don Donki, є японською багатонаціональною мережею дискаунтерів. Станом на 2022 рік вона має понад 160 представництв по всій Японії, 16 у Сінгапурі, 9 у Гонконгу, 6 у Таїланді, 3 на Гаваях, 3 у Малайзії, 2 на Тайвані, 1 у Макао та 1 планується на Гуамі (незабаром).
Мережа пропонує широкий асортимент продуктів, від основних продуктів харчування до електроніки та одягу . Магазин добре відомий у Японії та Сінгапурі, і його часто називають скороченою назвою Donki (яп. ドンキ) .